# Only Love
«Only Love» es una canción de la cantautora estadounidense Katy Perry, grabada para su sexto álbum de estudio Smile (2020). Perry coescribió la pista junto con Sophie Cooke y Andrew Jackson, mientras que John DeBold y Svend Lerche la produjeron. La letra de la canción se centra en la reconciliación de Perry con sus padres.

## Recepción de la crítica
Emily Mackay de The Guardian destacó el «brillo de los años 1980 con tintes de góspel» de la canción y comentó cómo eleva la energía del álbum. Lindsay Zoladz de The New York Times describió la canción como «pop góspel al estilo de Amy Grant» y llamó a los acordes de teclado «sinceros». Callie Ahlgrim de Business Insider subrayó que las «tiernas letras de la canción se cristalizan en algo que vale la pena escuchar», mientras que Perry «navega ese abismo con gracia y humildad», y Courteney Larocca señaló que «la sincera apreciación por medir la vida en el amor se mantiene a lo largo de la canción».

## Actuaciones en vivo
El 22 de noviembre de 2020, Perry interpretó «Only Love» por primera vez en vivo junto a Darius Rucker en los American Music Awards de 2020 en el Microsoft Theater de Los Ángeles, California. En la actuación, más íntima, cantaron los versos uno tras otro, con Rucker tocando la guitarra. Perry lució un peinado bob rubio y se vistió de manera casual con una chaqueta de mezclilla y jeans. Antes de la actuación, Perry anunció en Instagram, compartiendo una foto de su infancia, que la presentación estaría dedicada a su padre y expresó su deseo de que la actuación «difundiera un mensaje de amor y unidad» a sus fanáticos. Fue su primera actuación tras dar a luz en agosto anterior. NBC la calificó como «una interpretación emotiva» de «la sentida canción».